# Kent R. Weeks
Pour les articles homonymes, voir Weeks.
Kent R. Weeks (né le 16 décembre 1941 à Everett (Washington)) est un égyptologue nord-américain.

## Biographie
De ses études à Longview, il en est diplômé en 1959, puis il étudie l'anthropologie à l'université de Washington à Seattle, où il obtient sa maîtrise. En 1970, il obtient un doctorat en égyptologie de l'université Yale.
La carrière professionnelle de Weeks a commencé avec sa nomination comme conservateur adjoint de l'art égyptien au Metropolitan Museum of Art, puis professeur assistant à l'université de Chicago et directeur de son institut à Louxor (Chicago House), puis professeur à l'université de Berkeley en Californie, et en 1988 il devient professeur d'égyptologie à l'université américaine au Caire. Sa femme, Susan Weeks, était aussi archéologue et artiste de talent avant son décès en décembre 2009.
Il s'est rendu en Égypte pour la première fois en 1963 et a été actif dans des fouilles en Nubie associées aux travaux de transferts rendus nécessaires par la construction du barrage d'Assouan et l'inondation de la vallée du Nil créant le lac Nasser.
En 1978, Weeks a conçu et lancé le projet de cartographie de Thèbes, un plan ambitieux de photographier et de cartographier tous les temples et tombes de la nécropole thébaine. Dans le cadre de ce projet, une importante réalisation fut, en 1995, la découverte de la tombe KV5 et de l'identité de ses occupants, les fils de Ramsès II dans la vallée des Rois.

## Publications
- Atlas of the Valley of the Kings: The Theban Mapping Project
- The Lost Tomb, 1998
- The Illustrated Guide to Luxor and the Valley of the Kings
- The Valley of the Kings: The Tombs and the Funerary of Thebes West, (editor)